# Clubiona
Genre
Synonymes
- Hirtia Thorell, 1881
- Atalia Thorell, 1887
- Tolophus Thorell, 1891
- Epiclubiona Lohmander, 1944
- Euryclubiona Lohmander, 1944
- Gauroclubiona Lohmander, 1944
- Heteroclubiona Lohmander, 1944
- Hyloclubiona Lohmander, 1944
- Microclubiona Lohmander, 1944
- Paraclubiona Lohmander, 1944
- Japoniona Mikhailov, 1990
- Anaclubiona Ono, 2010
- Breviclubiona Wunderlich, 2011
- Marmorclubiona Wunderlich, 2011

Clubiona est un genre d'araignées aranéomorphes de la famille des Clubionidae.

## Distribution
Les espèces de ce genre se rencontrent sur tous les continents sauf aux pôles ; en Amérique du Sud, elles ne se trouvent qu'au Chili.
En 2024, 26 espèces de Clubiona sont recensées en France métropolitaine.

## Habitat
En Europe, Clubiona alpicola a comme milieux favorables des habitats naturels avec une couverture rocheuse importante. En février 2025, les 6 stations connues en France à cette date sont ainsi toutes situées dans les Alpes (mais sa présence en France n'est connue que depuis 1980).

## Description

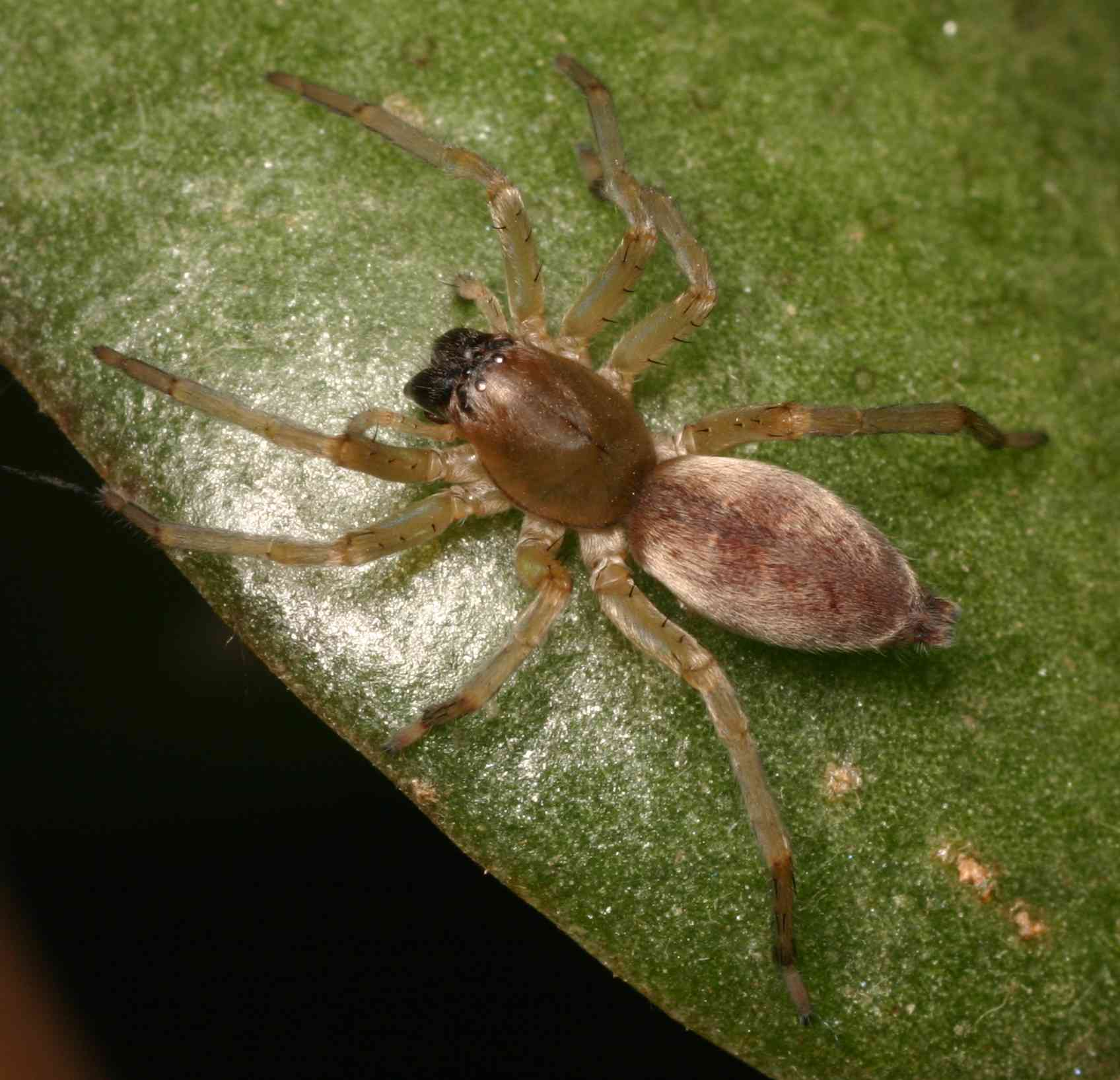
Clubiona

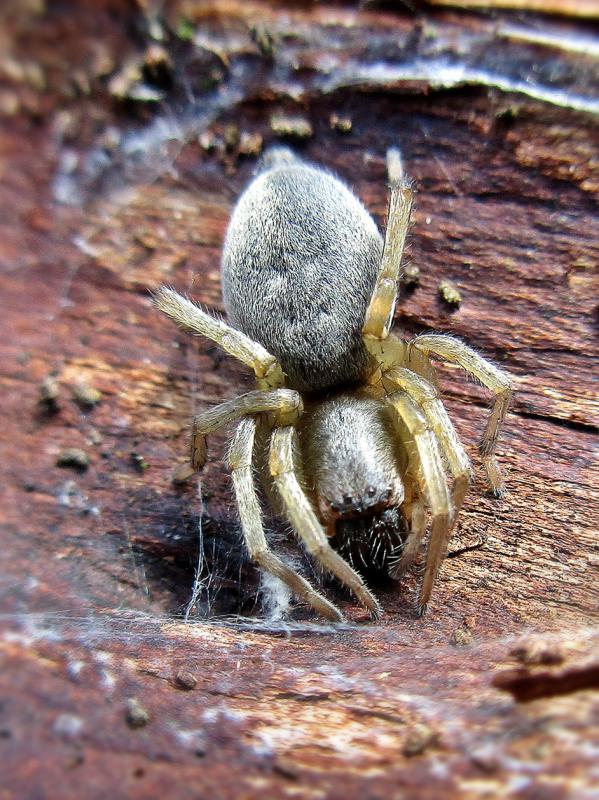
Clubiona

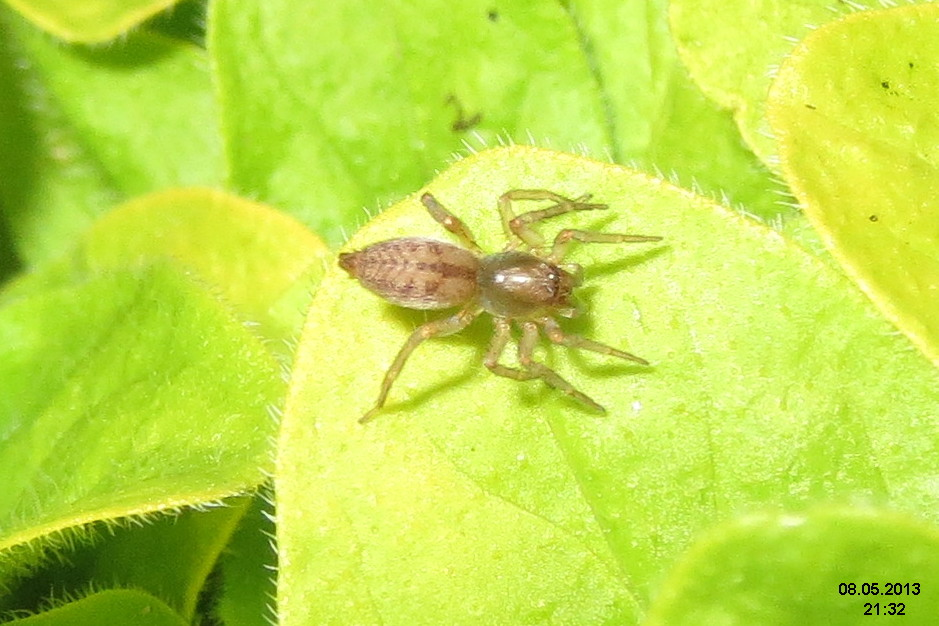
Clubiona comta

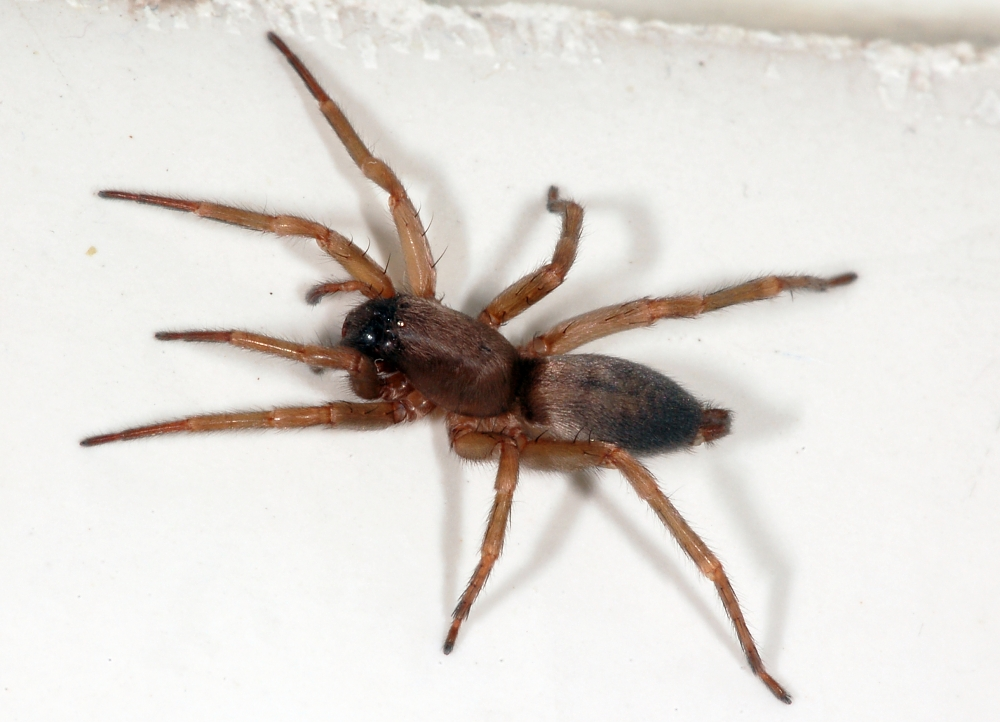
Clubiona corticalis

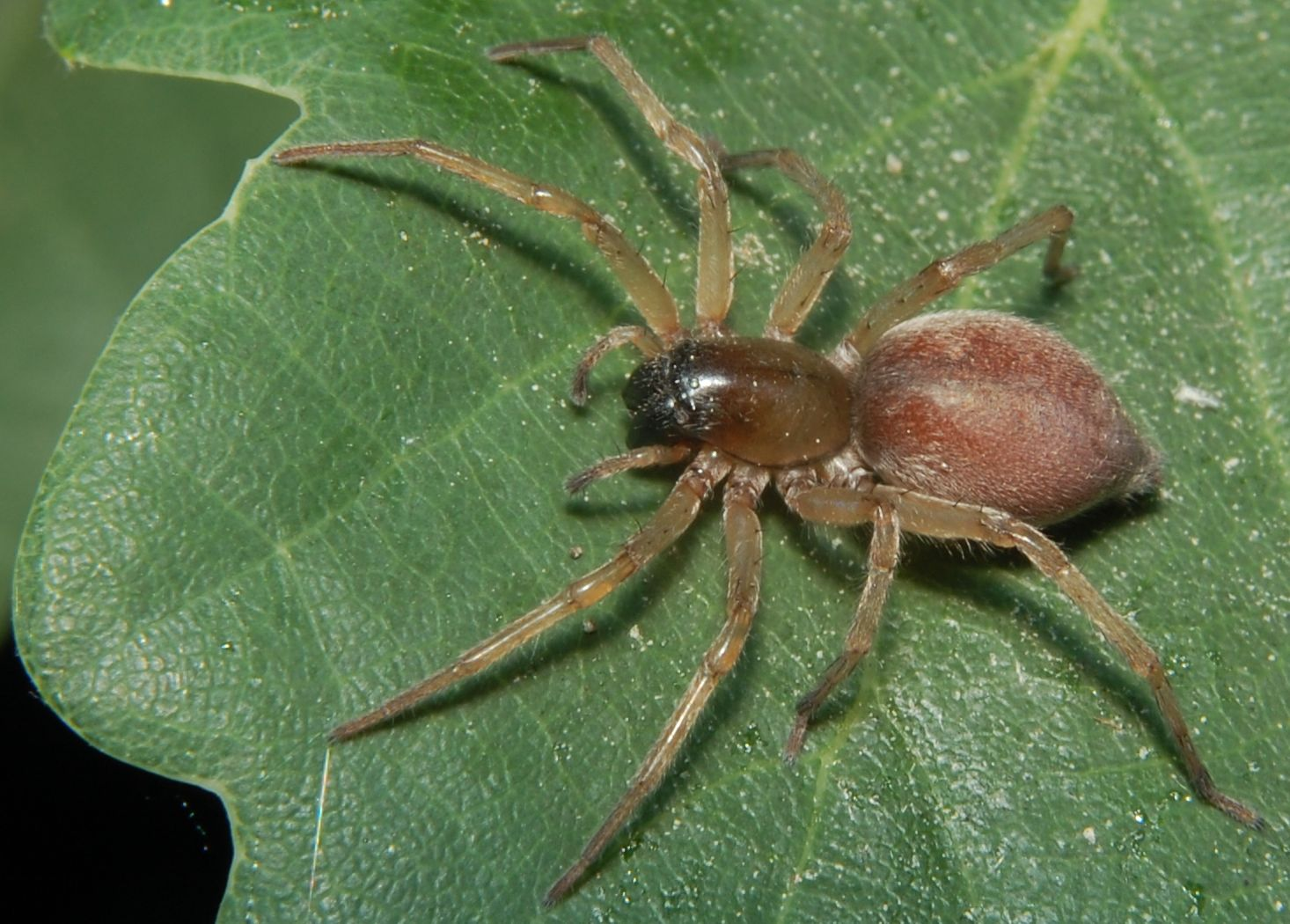
Clubiona pallidula

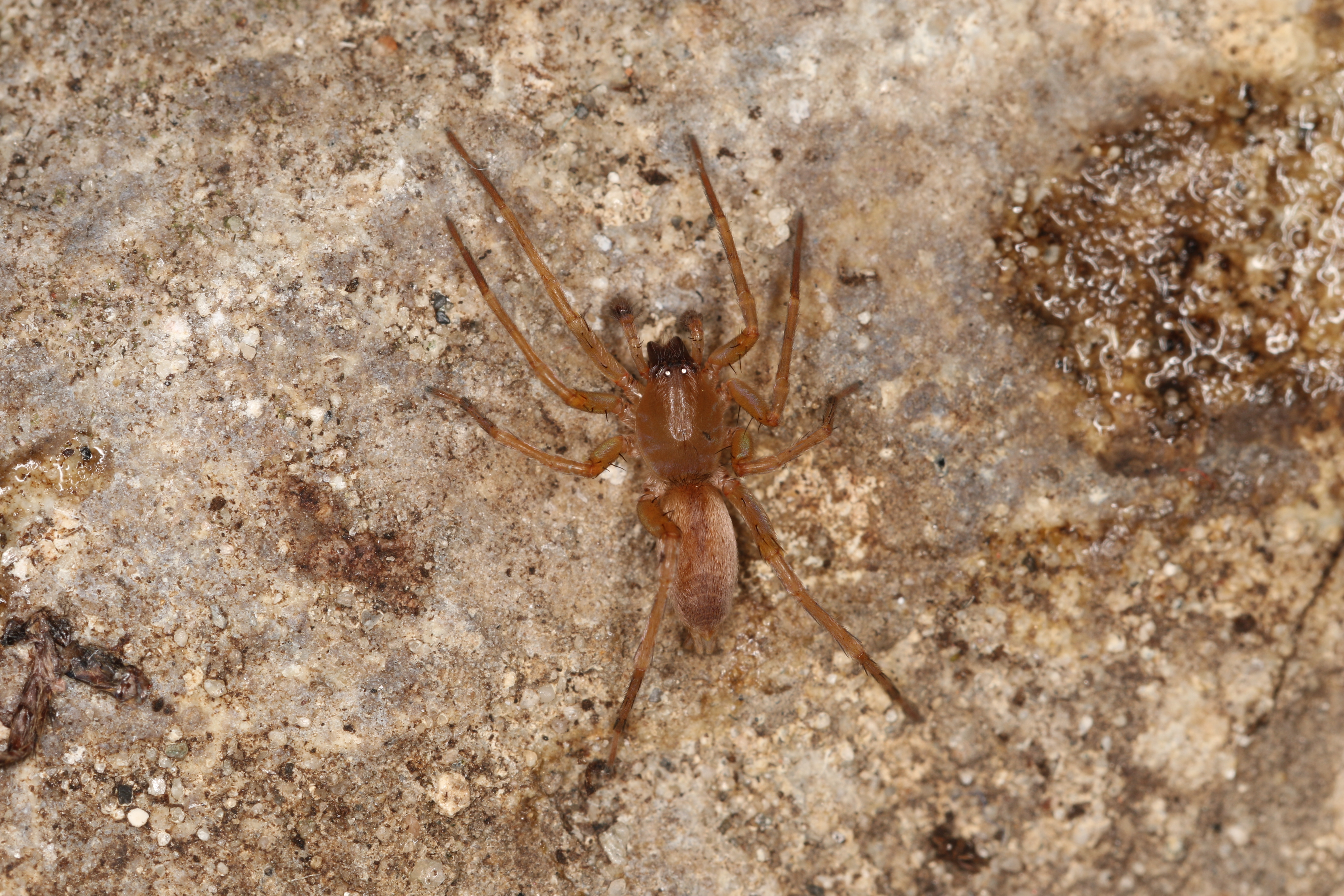
Clubiona terrestris

Genre type de la famille des Clubionidae, le genre Clubiona est caractérisé morphologiquement par une paire de pattes IV plus longues que les autres pattes et par la présence d'une strie longiligne sur le céphalothorax. De nombreuses espèces ont des pattes jaunes et un abdomen grisâtre soyeux.
Les Clubiona vivent un an, sont adultes au printemps et au début de l'été.
En Europe, on dénombre 55 espèces dont l'identification est difficile sur le terrain à cause du manque de signes distinctifs manifestes et de leur vie nocturne. Par ailleurs, l'identification à l'espèce avec certitude nécessite parfois une observation à la loupe binoculaire.

## Éthologie
L'accouplement dure une heure : le mâle utilise ses chélicères, longues et effilées, pour maintenir la femelle.
Les espèces vivant dans les arbres déposent simplement leur cocon d'œufs jaune pâle dans une feuille tapissée de soie. En revanche, les femelles des espèces vivant plus près du sol recourbent une feuille de graminée de façon caractéristique (en forme de tétraèdre) et restent à surveiller jusqu'à l'éclosion des œufs.

## Liste des espèces
Selon World Spider Catalog (version 26, 09/08/2025) :
- Clubiona abbajensis Strand, 1906
- Clubiona abboti L. Koch, 1866
- Clubiona aberrans Dankittipakul, 2012
- Clubiona abnormis Dankittipakul, 2008
- Clubiona acanthocnemis Simon, 1906
- Clubiona achilles Hogg, 1896
- Clubiona acies Nicolet, 1849
- Clubiona aciformis Zhang & Hu, 1991
- Clubiona aculeata Zhang, Zhu & Song, 2007
- Clubiona adjacens Gertsch & Davis, 1936
- Clubiona aducta Simon, 1932
- Clubiona africana Lessert, 1921
- Clubiona akagiensis Hayashi, 1985
- Clubiona alexeevi Mikhailov, 1990
- Clubiona aliceae Chickering, 1937
- Clubiona allotorta Dankittipakul & Singtripop, 2008
- Clubiona alluaudi Simon, 1898
- Clubiona alpicola Kulczyński, 1882
- Clubiona alticola Dankittipakul & Singtripop, 2008
- Clubiona altissimoides Liu, Yan, Griswold & Ubick, 2007
- Clubiona altissimus Hu, 2001
- Clubiona alveolata L. Koch, 1873
- Clubiona amurensis Mikhailov, 1990
- Clubiona analis Thorell, 1895
- Clubiona andreinii Caporiacco, 1936
- Clubiona angulata Dondale & Redner, 1976
- Clubiona annuligera Lessert, 1929
- Clubiona ansa Jang, Bae, Yoo, Lee & Kim, 2021
- Clubiona anwarae Biswas & Raychaudhuri, 1996
- Clubiona apiata Urquhart, 1893
- Clubiona apiculata Dankittipakul & Singtripop, 2014
- Clubiona applanata Liu, Yan, Griswold & Ubick, 2007
- Clubiona aspidiphora Simon, 1910
- Clubiona asrevida Ono, 1992
- Clubiona auberginosa Zhang, Yin, Bao & Kim, 1997
- Clubiona australiaca Kolosváry, 1934
- Clubiona bachmaensis Ono, 2009
- Clubiona bagerhatensis Biswas & Raychaudhuri, 1996
- Clubiona baimaensis Song & Zhu, 1991
- Clubiona baishishan Zhang, Zhu & Song, 2003
- Clubiona bakurovi Mikhailov, 1990
- Clubiona bandoi Hayashi, 1995
- Clubiona banna Yu & Li, 2021
- Clubiona basarukini Mikhailov, 1990
- Clubiona bashkirica Mikhailov, 1992
- Clubiona bengalensis Biswas, 1984
- Clubiona bevisi Lessert, 1923
- Clubiona bi Zhang, Zhong & Gong, 2024
- Clubiona biaculeata Simon, 1897
- Clubiona bicornis Yu & Li, 2019
- Clubiona bicuspidata Wu & Zhang, 2014
- Clubiona bidactylina Wu, Chen & Zhang, 2023
- Clubiona biembolata Deeleman-Reinhold, 2001
- Clubiona bifissurata Kritscher, 1966
- Clubiona biforamina Liu, Peng & Yan, 2016
- Clubiona bifurcata Zhang, Yu & Zhong, 2018
- Clubiona bilobata Dhali, Roy, Saha & Raychaudhuri, 2016
- Clubiona bipinnata Yu, Zhang & Chen, 2017
- Clubiona bishopi Edwards, 1958
- Clubiona blesti Forster, 1979
- Clubiona bomiensis Zhang & Zhu, 2009
- Clubiona boxaensis B. Biswas & K. Biswas, 1992
- Clubiona brevipes Blackwall, 1841
- Clubiona brevispina Huang & Chen, 2012
- Clubiona bryantae Gertsch, 1941
- Clubiona bucera Yang, Ma & Zhang, 2011
- Clubiona bukaea (Barrion & Litsinger, 1995)
- Clubiona cada Forster, 1979
- Clubiona caerulescens L. Koch, 1867
- Clubiona californica Fox, 1938
- Clubiona calycina Wu & Zhang, 2014
- Clubiona cambridgei L. Koch, 1873
- Clubiona camela Wu, Chen & Zhang, 2023
- Clubiona campylacantha Dankittipakul, 2008
- Clubiona canaca Berland, 1930
- Clubiona canadensis Emerton, 1890
- Clubiona canberrana Dondale, 1966
- Clubiona candefacta Nicolet, 1849
- Clubiona caohai Zhang & Yu, 2020
- Clubiona capensis Simon, 1897
- Clubiona catawba Gertsch, 1941
- Clubiona caucasica Mikhailov & Otto, 2017
- Clubiona chabarovi Mikhailov, 1991
- Clubiona chakrabartei Majumder & Tikader, 1991
- Clubiona charitonovi Mikhailov, 1990
- Clubiona charleneae Barrion & Litsinger, 1995
- Clubiona chathamensis Simon, 1905
- Clubiona cheni Yu & Li, 2019
- Clubiona chevalieri Berland, 1936
- Clubiona chikunii Hayashi, 1986
- Clubiona chippewa Gertsch, 1941
- Clubiona circulata Zhang & Yin, 1998
- Clubiona cirrosa Ono, 1989
- Clubiona citricolor Lawrence, 1952
- Clubiona clima Forster, 1979
- Clubiona cochlearis Yu & Li, 2019
- Clubiona cochleata Wang, Wu & Zhang, 2015
- Clubiona complicata Banks, 1898
- Clubiona comta C. L. Koch, 1839
- Clubiona concinna (Thorell, 1887)
- Clubiona congentilis Kulczyński, 1913
- Clubiona conica Dankittipakul & Singtripop, 2014
- Clubiona consensa Forster, 1979
- Clubiona contaminata O. Pickard-Cambridge, 1872
- Clubiona contrita Forster, 1979
- Clubiona convoluta Forster, 1979
- Clubiona cordata Zhang & Zhu, 2009
- Clubiona coreana Paik, 1990
- Clubiona corrugata Bösenberg & Strand, 1906
- Clubiona corticalis (Walckenaer, 1802)
- Clubiona cultrata Dankittipakul & Singtripop, 2014
- Clubiona cycladata Simon, 1909
- Clubiona cylindrata Liu, Yan, Griswold & Ubick, 2007
- Clubiona cylindriformis Dankittipakul & Singtripop, 2014
- Clubiona dactylina Liu, Peng & Yan, 2016
- Clubiona dakong Zhang & Yu, 2020
- Clubiona damirkovaci Deeleman-Reinhold, 2001
- Clubiona debilis Nicolet, 1849
- Clubiona deletrix O. Pickard-Cambridge, 1885
- Clubiona delicata Forster, 1979
- Clubiona dengpao Yu & Li, 2021
- Clubiona denticulata Dhali, Roy, Saha & Raychaudhuri, 2016
- Clubiona desecheonis Petrunkevitch, 1930
- Clubiona deterrima Strand, 1904
- Clubiona dichotoma Wang, Chen & Z. S. Zhang, 2018
- Clubiona didentata Zhang & Yin, 1998
- Clubiona digitata Dankittipakul, 2012
- Clubiona dikita Barrion & Litsinger, 1995
- Clubiona diversa O. Pickard-Cambridge, 1862
- Clubiona dorni Sarkar, Quasin & Siliwal, 2023
- Clubiona drassodes O. Pickard-Cambridge, 1874
- Clubiona dunini Mikhailov, 2003
- Clubiona duoconcava Zhang & Hu, 1991
- Clubiona durbana Roewer, 1951
- Clubiona dyasia Gertsch, 1941
- Clubiona dysderiformis (Guérin, 1838)
- Clubiona elaphines Urquhart, 1893
- Clubiona ericius Chrysanthus, 1967
- Clubiona eskovi Mikhailov, 1995
- Clubiona estes Edwards, 1958
- Clubiona esuriens Thorell, 1897
- Clubiona evoronensis Mikhailov, 1995
- Clubiona excavata (Rainbow, 1920)
- Clubiona excisa O. Pickard-Cambridge, 1898
- Clubiona ezoensis Hayashi, 1987
- Clubiona facilis O. Pickard-Cambridge, 1911
- Clubiona falcata Tang, Song & Zhu, 2005
- Clubiona falciforma Liu, Peng & Yan, 2016
- Clubiona fanjingshan Wang, Chen & Z. S. Zhang, 2018
- Clubiona femorocalcarata Huang & Chen, 2012
- Clubiona filicata O. Pickard-Cambridge, 1874
- Clubiona filifera Dankittipakul, 2008
- Clubiona filoramula Zhang & Yin, 1998
- Clubiona flammaformis L. F. Li, Liu, B. Li & Peng, 2023
- Clubiona flavocincta Nicolet, 1849
- Clubiona forcipa Yang, Song & Zhu, 2003
- Clubiona frisia Wunderlich & Schuett, 1995
- Clubiona frutetorum L. Koch, 1867
- Clubiona furcata Emerton, 1919
- Clubiona fusoidea Zhang, 1992
- Clubiona fuzhouensis Gong, 1985
- Clubiona gallagheri Barrion & Litsinger, 1995
- Clubiona germanica Thorell, 1871
- Clubiona gertschi Edwards, 1958
- Clubiona gilva O. Pickard-Cambridge, 1872
- Clubiona giulianetti Rainbow, 1898
- Clubiona glatiosa Saito, 1934
- Clubiona globosa Wang, Chen & Z. S. Zhang, 2018
- Clubiona godfreyi Lessert, 1921
- Clubiona golovatchi Mikhailov, 1990
- Clubiona gongi Zhang, Yin, Bao & Kim, 1997
- Clubiona gongshan He, Liu & Zhang, 2016
- Clubiona grucollaris Yu, Zhang & Chen, 2017
- Clubiona guianensis Caporiacco, 1947
- Clubiona haeinsensis Paik, 1990
- Clubiona haplotarsus Simon, 1909
- Clubiona hatamensis (Thorell, 1881)
- Clubiona haupti Tang, Song & Zhu, 2005
- Clubiona hedini Schenkel, 1936
- Clubiona helenae Mikhailov, 2003
- Clubiona helva Simon, 1897
- Clubiona heteroducta Zhang & Yin, 1998
- Clubiona heterosaca Yin, Yan, Gong & Kim, 1996
- Clubiona hexadentata Dhali, Roy, Saha & Raychaudhuri, 2016
- Clubiona hilaris Simon, 1878
- Clubiona hindu Deeleman-Reinhold, 2001
- Clubiona hitchinsi Saaristo, 2002
- Clubiona hoffmanni Schenkel, 1937
- Clubiona hooda Dong & Zhang, 2016
- Clubiona huaban Xin, Zhang, Li, Zheng & Yu, 2020
- Clubiona hugispaa Barrion & Litsinger, 1995
- Clubiona hugisva Barrion & Litsinger, 1995
- Clubiona huiming Wang, F. Zhang & Z. S. Zhang, 2018
- Clubiona hummeli Schenkel, 1936
- Clubiona hundeshageni Strand, 1907
- Clubiona huntianling Yu & Li, 2025
- Clubiona huojianqiang Yu & Li, 2025
- Clubiona huttoni Forster, 1979
- Clubiona hwanghakensis Paik, 1990
- Clubiona hyrcanica Mikhailov, 1990
- Clubiona hysgina Simon, 1889
- Clubiona hystrix Berland, 1938
- Clubiona iharai Ono, 1995
- Clubiona ikedai Ono, 1992
- Clubiona inaensis Hayashi, 1989
- Clubiona inquilina Deeleman-Reinhold, 2001
- Clubiona insulana Ono, 1989
- Clubiona interjecta L. Koch, 1879
- Clubiona irinae Mikhailov, 1991
- Clubiona jaegeri Ono, 2011
- Clubiona janae Edwards, 1958
- Clubiona japonica L. Koch, 1878
- Clubiona japonicola Bösenberg & Strand, 1906
- Clubiona jiandan Yu & Li, 2019
- Clubiona jiugong Yu & Zhong, 2021
- Clubiona jiulongensis Zhang, Yin & Kim, 1996
- Clubiona johnsoni Gertsch, 1941
- Clubiona juvenis Simon, 1878
- Clubiona kagani Gertsch, 1941
- Clubiona kai Jäger & Dankittipakul, 2010
- Clubiona kaltenbachi Kritscher, 1966
- Clubiona kapataganensis Barrion & Litsinger, 1995
- Clubiona kasanensis Paik, 1990
- Clubiona kastoni Gertsch, 1941
- Clubiona kasurensis Mukhtar & Mushtaq, 2005
- Clubiona katioryza Barrion & Litsinger, 1995
- Clubiona kawitpaaia (Barrion & Litsinger, 1995)
- Clubiona kayashimai Ono, 1994
- Clubiona kiboschensis Lessert, 1921
- Clubiona kigabensis Strand, 1915
- Clubiona kimyongkii Paik, 1990
- Clubiona kiowa Gertsch, 1941
- Clubiona komissarovi Mikhailov, 1992
- Clubiona kowong Chrysanthus, 1967
- Clubiona krisisensis Barrion & Litsinger, 1995
- Clubiona kropfi Zhang, Zhu & Song, 2003
- Clubiona kuanshanensis Ono, 1994
- Clubiona kularensis Marusik & Koponen, 2002
- Clubiona kulczynskii Lessert, 1905
- Clubiona kumadaorum Ono, 1992
- Clubiona kunashirensis Mikhailov, 1990
- Clubiona kurenshikovi Mikhailov, 1995
- Clubiona kurilensis Bösenberg & Strand, 1906
- Clubiona kurosawai Ono, 1986
- Clubiona kuu Jäger & Dankittipakul, 2010
- Clubiona lala Jäger & Dankittipakul, 2010
- Clubiona lamellaris Zhang, Yu & Zhong, 2018
- Clubiona lamina Zhang, Zhu & Song, 2007
- Clubiona langei Mikhailov, 1991
- Clubiona latericia Kulczyński, 1926
- Clubiona laticeps O. Pickard-Cambridge, 1885
- Clubiona latitans Pavesi, 1883
- Clubiona laudabilis Simon, 1909
- Clubiona lawrencei Roewer, 1951
- Clubiona lena Bösenberg & Strand, 1906
- Clubiona leonilae Barrion & Litsinger, 1995
- Clubiona leptosa Zhang, Yin, Bao & Kim, 1997
- Clubiona liachviana Mcheidze, 1997
- Clubiona liminal Sherwood, 2025
- Clubiona limpida Simon, 1897
- Clubiona linea Xie, Yin, Yan & Kim, 1996
- Clubiona linzhiensis Hu, 2001
- Clubiona lirata Yang, Song & Zhu, 2003
- Clubiona littoralis Banks, 1895
- Clubiona logunovi Mikhailov, 1990
- Clubiona longipes Nicolet, 1849
- Clubiona longyangensis Guo, Li & Zhang, 2025
- Clubiona luapalana Giltay, 1935
- Clubiona lucida He, Liu & Zhang, 2016
- Clubiona ludhianaensis Tikader, 1976
- Clubiona lui X. Y. Zhang, Li & Z. S. Zhang, 2025
- Clubiona lutescens Westring, 1851
- Clubiona lyriformis Song & Zhu, 1991
- Clubiona maculata Roewer, 1951
- Clubiona mahensis Simon, 1893
- Clubiona maipai Jäger & Dankittipakul, 2010
- Clubiona mandschurica Schenkel, 1953
- Clubiona manshanensis Zhu & An, 1988
- Clubiona maracandica Kroneberg, 1875
- Clubiona maritima L. Koch, 1867
- Clubiona marmorata L. Koch, 1866
- Clubiona marna Roddy, 1966
- Clubiona marusiki Mikhailov, 1990
- Clubiona maya Hayashi & Yoshida, 1991
- Clubiona maysangarta Barrion & Litsinger, 1995
- Clubiona mayumiae Ono, 1993
- Clubiona mazandaranica Mikhailov, 2003
- Clubiona medog Zhang, Zhu & Song, 2007
- Clubiona melanosticta Thorell, 1890
- Clubiona menglun Yu & Li, 2021
- Clubiona meraukensis Chrysanthus, 1967
- Clubiona microsapporensis Mikhailov, 1990
- Clubiona mii Yu & Li, 2021
- Clubiona mikhailovi Deeleman-Reinhold, 2001
- Clubiona milingae Barrion-Dupo, Barrion & Heong, 2013
- Clubiona mimula Chamberlin, 1928
- Clubiona minima (Ono, 2010)
- Clubiona minuscula Nicolet, 1849
- Clubiona minuta Nicolet, 1849
- Clubiona mixta Emerton, 1890
- Clubiona modesta L. Koch, 1873
- Clubiona moesta Banks, 1896
- Clubiona moralis Song & Zhu, 1991
- Clubiona mordica O. Pickard-Cambridge, 1898
- Clubiona mujibari Biswas & Raychaudhuri, 1996
- Clubiona multidentata Liu, Peng & Yan, 2016
- Clubiona multiprocessa Guo, Li & Zhang, 2025
- Clubiona munda Thorell, 1887
- Clubiona munis Simon, 1909
- Clubiona mutata Gertsch, 1941
- Clubiona mutilata Bösenberg & Strand, 1906
- Clubiona mykolai Mikhailov, 2003
- Clubiona nataliae Trilikauskas, 2007
- Clubiona natalica Simon, 1897
- Clubiona neglecta O. Pickard-Cambridge, 1862
- Clubiona neglectoides Bösenberg & Strand, 1906
- Clubiona nemorum Ledoux, 2004
- Clubiona nenilini Mikhailov, 1995
- Clubiona neocaledonica Berland, 1924
- Clubiona newnani Ivie & Barrows, 1935
- Clubiona nezha Yu & Li, 2025
- Clubiona nicholsi Gertsch, 1941
- Clubiona nicobarensis Tikader, 1977
- Clubiona nigromaculosa Blackwall, 1877
- Clubiona nilgherina Simon, 1906
- Clubiona ningpoensis Schenkel, 1944
- Clubiona nollothensis Simon, 1910
- Clubiona norvegica Strand, 1900
- Clubiona notabilis L. Koch, 1873
- Clubiona obesa Hentz, 1847
- Clubiona oceanica Ono, 2011
- Clubiona octoginta Dankittipakul, 2008
- Clubiona odelli Edwards, 1958
- Clubiona odesanensis Paik, 1990
- Clubiona ogatai Ono, 1995
- Clubiona oligerae Mikhailov, 1995
- Clubiona opeongo Edwards, 1958
- Clubiona orientalis Mikhailov, 1995
- Clubiona oteroana Gertsch, 1941
- Clubiona ovalis Zhang, 1991
- Clubiona pacifica Banks, 1896
- Clubiona paenuliformis (Strand, 1916)
- Clubiona pahilistapyasea Barrion & Litsinger, 1995
- Clubiona paiki Mikhailov, 1991
- Clubiona pala Deeleman-Reinhold, 2001
- Clubiona pallidula (Clerck, 1757)
- Clubiona pandalira (Barrion-Dupo, Barrion & Heong, 2013)
- Clubiona pantherina Chrysanthus, 1967
- Clubiona papillata Schenkel, 1936
- Clubiona papuana Chrysanthus, 1967
- Clubiona paralena Mikhailov, 1995
- Clubiona parallela Hu & Li, 1987
- Clubiona paranghinlalakirta Barrion & Litsinger, 1995
- Clubiona parangunikarta Barrion & Litsinger, 1995
- Clubiona parconcinna Deeleman-Reinhold, 2001
- Clubiona parva Seo, 2018
- Clubiona parvula Saito, 1933
- Clubiona peculiaris L. Koch, 1873
- Clubiona phansa Strand, 1911
- Clubiona phragmitis C. L. Koch, 1843
- Clubiona phragmitoides Schenkel, 1963
- Clubiona pianmaensis Wang, Wu & Zhang, 2015
- Clubiona picturata Deeleman-Reinhold, 2001
- Clubiona pikei Gertsch, 1941
- Clubiona pila Dhali, Roy, Saha & Raychaudhuri, 2016
- Clubiona plumbi Gertsch, 1941
- Clubiona pogonias Simon, 1906
- Clubiona pollicaris Wu, Zheng & Zhang, 2015
- Clubiona pomoa Gertsch, 1941
- Clubiona pongolensis Lawrence, 1952
- Clubiona pototanensis Barrion & Litsinger, 1995
- Clubiona praematura Emerton, 1909
- Clubiona procera Chrysanthus, 1967
- Clubiona procteri Gertsch, 1941
- Clubiona producta Forster, 1979
- Clubiona propinqua L. Koch, 1879
- Clubiona proszynskii Mikhailov, 1995
- Clubiona pruvotae Berland, 1930
- Clubiona pseudocordata Dhali, Roy, Saha & Raychaudhuri, 2016
- Clubiona pseudogermanica Schenkel, 1936
- Clubiona pseudomaxillata Hogg, 1915
- Clubiona pseudoneglecta Wunderlich, 1994
- Clubiona pseudopteroneta Raven & Stumkat, 2002
- Clubiona pseudosaxatilis Mikhailov, 1992
- Clubiona pseudosimilis Mikhailov, 1990
- Clubiona pterogona Yang, Song & Zhu, 2003
- Clubiona puera Nicolet, 1849
- Clubiona pupillaris Lawrence, 1938
- Clubiona pupula Thorell, 1897
- Clubiona pygmaea Banks, 1892
- Clubiona pyrifera Schenkel, 1936
- Clubiona qiankunquan Yu & Li, 2025
- Clubiona qianlei J. S. Zhang, F. Zhang & Yu, 2022
- Clubiona qini Tang, Song & Zhu, 2005
- Clubiona qiyunensis Xu, Yang & Song, 2003
- Clubiona quebecana Dondale & Redner, 1976
- Clubiona rainbowi Roewer, 1951
- Clubiona rama Dankittipakul & Singtripop, 2008
- Clubiona ramoiensis (Thorell, 1881)
- Clubiona rava Simon, 1886
- Clubiona reclusa O. Pickard-Cambridge, 1863
- Clubiona reichlini Schenkel, 1944
- Clubiona revillioidi Lessert, 1936
- Clubiona rhododendri Barrows, 1945
- Clubiona rileyi Gertsch, 1941
- Clubiona riparia L. Koch, 1866
- Clubiona risbeci Berland, 1930
- Clubiona rivalis Pavesi, 1883
- Clubiona robusta L. Koch, 1873
- Clubiona roeweri Caporiacco, 1940
- Clubiona rosserae Locket, 1953
- Clubiona rostrata Paik, 1985
- Clubiona rothschildi Berland, 1922
- Clubiona rouqiu Yu & Li, 2025
- Clubiona rumpiana Lawrence, 1952
- Clubiona rybini Mikhailov, 1992
- Clubiona ryukyuensis Ono, 1989
- Clubiona saltitans Emerton, 1919
- Clubiona saltuum Kulczyński, 1898
- Clubiona samoensis Berland, 1929
- Clubiona sapporensis Hayashi, 1986
- Clubiona saurica Mikhailov, 1992
- Clubiona savesi Berland, 1930
- Clubiona saxatilis L. Koch, 1867
- Clubiona scandens Deeleman-Reinhold, 2001
- Clubiona scatula Forster, 1979
- Clubiona scenica Nicolet, 1849
- Clubiona semicircularis Tang, Song & Zhu, 2005
- Clubiona sertungensis Hayashi, 1996
- Clubiona shillongensis Majumder & Tikader, 1991
- Clubiona shuangsi Yu & Li, 2021
- Clubiona sichotanica Mikhailov, 2003
- Clubiona sigillata Lawrence, 1952
- Clubiona silvestris Deeleman-Reinhold, 2001
- Clubiona similis L. Koch, 1867
- Clubiona sjostedti Lessert, 1921
- Clubiona sopaikensis Paik, 1990
- Clubiona sparassella Strand, 1909
- Clubiona spiralis Emerton, 1909
- Clubiona stagnatilis Kulczyński, 1897
- Clubiona stiligera Deeleman-Reinhold, 2001
- Clubiona straminea O. Pickard-Cambridge, 1872
- Clubiona subapplanata Wang, Chen & Z. S. Zhang, 2018
- Clubiona subasrevida Yu & Li, 2019
- Clubiona subborealis Mikhailov, 1992
- Clubiona subcylindrata Wang, Chen & Z. S. Zhang, 2018
- Clubiona subdidentata Yu & Li, 2021
- Clubiona subhuiming Wu, Chen & Zhang, 2023
- Clubiona subkuu Yu & Li, 2019
- Clubiona submaculata (Thorell, 1891)
- Clubiona submoralis Wu, Zheng & Zhang, 2015
- Clubiona subnotabilis Strand, 1907
- Clubiona subparallela Zhang, Zhu & Song, 2007
- Clubiona subquebecana Yu & Li, 2019
- Clubiona subrama Yu & Li, 2019
- Clubiona subrostrata Zhang & Hu, 1991
- Clubiona subsultans Thorell, 1875
- Clubiona subtilis L. Koch, 1867
- Clubiona subtongi Yu & Li, 2021
- Clubiona subtrivialis Strand, 1906
- Clubiona subyaginumai Yu & Li, 2019
- Clubiona subyangmingensis Gan & Wang, 2020
- Clubiona suthepica Dankittipakul, 2008
- Clubiona tabupumensis Petrunkevitch, 1914
- Clubiona taiwanica Ono, 1994
- Clubiona tangi Liu, Peng & Yan, 2016
- Clubiona tanikawai Ono, 1989
- Clubiona tateyamensis Hayashi, 1989
- Clubiona tenera (Thorell, 1890)
- Clubiona tengchong Zhang, Zhu & Song, 2007
- Clubiona ternatensis (Thorell, 1881)
- Clubiona terrestris Westring, 1851
- Clubiona theoblicki Yu & Li, 2019
- Clubiona thorelli Roewer, 1951
- Clubiona tiane Yu & Li, 2019
- Clubiona tianpingshan L. F. Li, Liu, B. Li & Peng, 2023
- Clubiona tiantongensis Zhang, Yin & Kim, 1996
- Clubiona tikaderi Majumder & Tikader, 1991
- Clubiona tixing Yu & Li, 2021
- Clubiona tongdaoensis Zhang, Yin, Bao & Kim, 1997
- Clubiona tongi Yu & Li, 2019
- Clubiona topakea Barrion & Litsinger, 1995
- Clubiona torta Forster, 1979
- Clubiona tortuosa Zhang & Yin, 1998
- Clubiona transbaicalica Mikhailov, 1992
- Clubiona tricuspidata X. Y. Zhang, Li & Z. S. Zhang, 2025
- Clubiona tridentata Dhali, Roy, Saha & Raychaudhuri, 2016
- Clubiona trivialis C. L. Koch, 1843
- Clubiona tsurusakii Hayashi, 1987
- Clubiona turongdaliriana (Barrion & Litsinger, 1995)
- Clubiona uenoi Ono, 1986
- Clubiona umbilensis Lessert, 1923
- Clubiona unanoa Barrion & Litsinger, 1995
- Clubiona unikarta Barrion & Litsinger, 1995
- Clubiona uniyali Sarkar, Quasin & Siliwal, 2023
- Clubiona upoluensis Marples, 1964
- Clubiona vachoni Lawrence, 1952
- Clubiona vacuna L. Koch, 1873
- Clubiona valens Simon, 1897
- Clubiona venatoria Rainbow & Pulleine, 1920
- Clubiona venusae Barrion & Litsinger, 1995
- Clubiona victoriaensis Barrion & Litsinger, 1995
- Clubiona vigil Karsch, 1879
- Clubiona vigillella Strand, 1918
- Clubiona violaceovittata Schenkel, 1936
- Clubiona wangchengi Yu & Li, 2021
- Clubiona wolongica Zhu & An, 1999
- Clubiona wulingensis Yu & Chen, 2017
- Clubiona xianning Zhong & Yu, 2022
- Clubiona xiaoci Yu & Li, 2021
- Clubiona xiaokong Yu & Li, 2021
- Clubiona yaginumai Hayashi, 1989
- Clubiona yangmingensis Hayashi & Yoshida, 1993
- Clubiona yanzhii Zhang & Yu, 2020
- Clubiona yaoi Yu & Li, 2019
- Clubiona yaroslavi Mikhailov, 2003
- Clubiona yasudai Ono, 1991
- Clubiona yejiei Yu & Li, 2021
- Clubiona yintiaoling X. Y. Zhang, Li & Z. S. Zhang, 2025
- Clubiona yinyangjian Yu & Li, 2025
- Clubiona yoshidai Hayashi, 1989
- Clubiona yueya Yu & Li, 2019
- Clubiona yurii Mikhailov, 2011
- Clubiona zacharovi Mikhailov, 1991
- Clubiona zandstrai Barrion & Litsinger, 1995
- Clubiona zhanggureni Yu & Li, 2019
- Clubiona zhangmuensis Hu & Li, 1987
- Clubiona zhangyongjingi Li & Blick, 2019
- Clubiona zhaoi Yu & Li, 2021
- Clubiona zhengi Yu & Li, 2019
- Clubiona zhigangi Yu & Li, 2021
- Clubiona zhui Xu, Yang & Song, 2003
- Clubiona zilla Dönitz & Strand, 1906
- Clubiona zimmermanni Marples, 1964
- Clubiona zyuzini Mikhailov, 1995

Selon World Spider Catalog (version 23.5, 2023) :
- † Clubiona arcana Scudder, 1890
- † Clubiona curvispinosa Petrunkevitch, 1922
- † Clubiona florissanti Petrunkevitch, 1922

## Systématique et taxinomie
Ce genre a été décrit par Latreille en 1804.
C'est le genre type de la famille des Clubionidae.
Hirtia et Atalia ont été placés en synonymie par Simon en 1897.
Tolophus et Japoniona ont été placés en synonymie par Deeleman-Reinhold en 2001.
Epiclubiona, Euryclubiona, Gauroclubiona, Heteroclubiona, Hyloclubiona, Microclubiona, Paraclubiona, Anaclubiona, Breviclubiona et Marmorclubiona ont été placés en synonymie par Mikhailov en 2012.

## Publication originale
- Latreille, 1804 : « Tableau méthodique des Insectes. » Nouveau Dictionnaire d'Histoire Naturelle, Paris, vol. 24, p. 129-295.